# الموجة المستوية

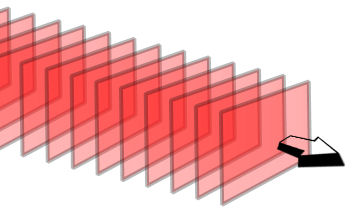
شكل الموجة المستوية

الموجة المستوية (بالإنجليزية Plane waves)، هي الموجة التي تكون على شكل مستوى أو هي موجة حجمها غير محدود.